# Telmatactis vermiformis
Telmatactis vermiformis is een zeeanemonensoort uit de familie Isophelliidae.
Telmatactis vermiformis is voor het eerst wetenschappelijk beschreven door Haddon in 1898.